# Химическая промышленность Израиля

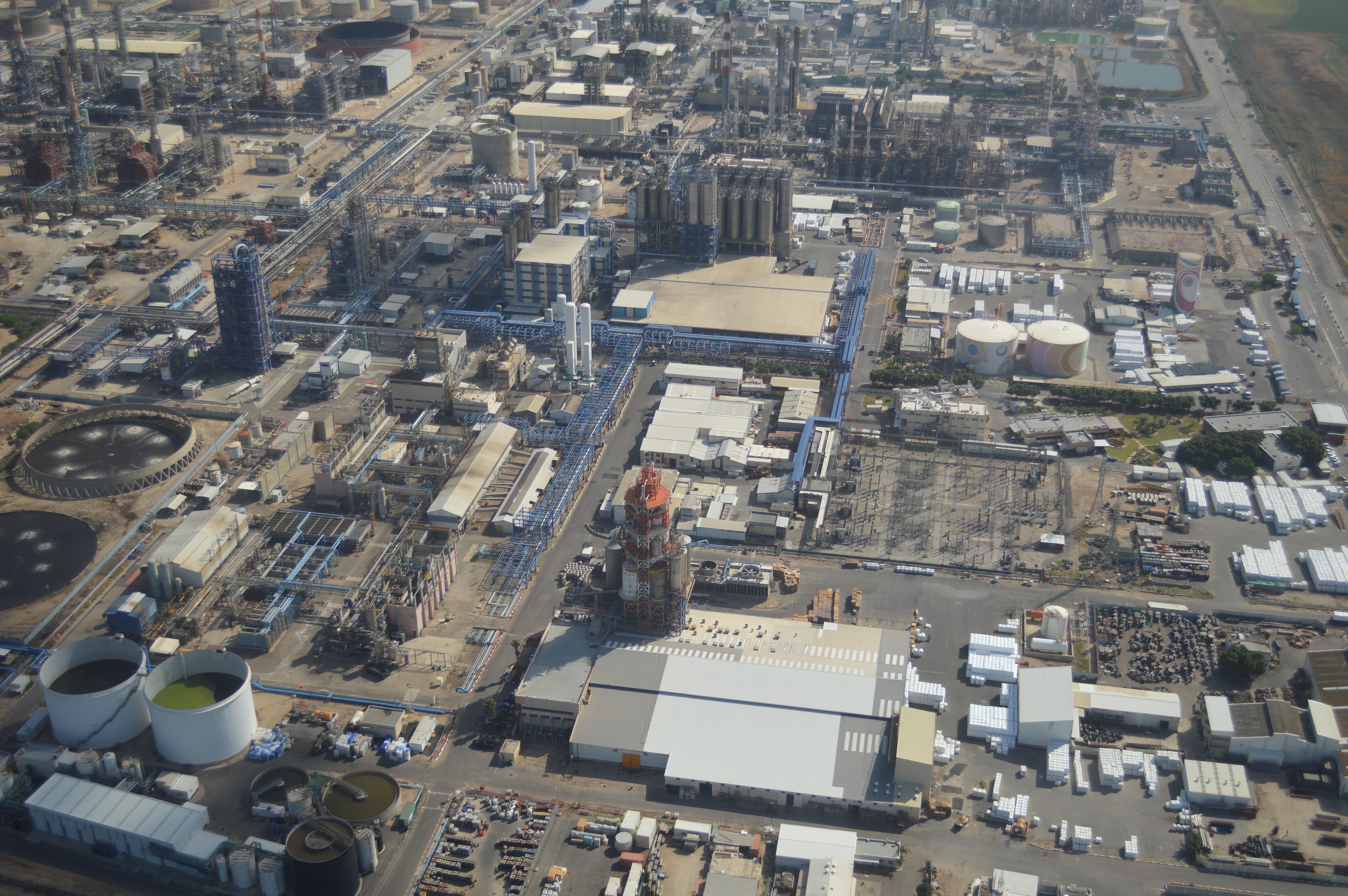
Химическая промышленность в Хайфском заливе

Химическая промышленность Израиля — часть экономики Израиля, важная часть израильской промышленности.
К химической промышленности в Израиле относится около 400-х заводов, на которых занято ~ 50 000 рабочих  (~ 10 % от общего числа рабочих израильской промышленности). На химическую промышленность приходится около 40 % промышленного экспорта и около 30 % промышленной выручки.  Израильская химическая промышленность имеет значительное (около трети компаний) представительство в индексе Тель-Авив 35, флагманском индексе Тель-Авивской фондовой биржи.
Химическая промышленность Израиля базируется на местном сырье и источниках энергии, также сырьё импортируется из других стран. Израиль обладает относительно небольшими природными ресурсами (хлориды калия, магния и бромиды Мёртвого моря, месторождения фосфатов в Негеве) по сравнению с соседними нефтедобывающими странами, при этом является крупным производителем минералов и удобрений, брома, рафинированных масел, нефтехимической продукции, фармацевтических препаратов и косметики.
Израиль более известен своими технологическими предприятиями и стартапами, чем своей химической промышленностью.

## Данные
- Объём деятельности — 17,1 млрд долларов (~ 26 % от всей производственной деятельности 65 млрд долларов)[4].
- Экспорт — 11 миллиардов долларов (64 % от всего промышленного экспорта 28 млрд долларов[4]). В 1999 году экспорт составлял около 3 млрд долларов, в 2003— 8 млрд долларов (14% всей промышленной продукции Израиля)[3].
- Занято — около 50 000 человек[1] (~ 10 % занятых в отрасли[4])
- Объекты — около 400 химических производств (из 18 000 промышленных предприятий[4]).
- Глобальное значение: израильская химическая промышленность обеспечивает треть мирового потребления брома [5]; одну шестую мирового потребления калия[5]; Мировой лидер по производству пищевых добавок и антипиренов на основе фосфора и брома; Мировой лидер в производстве средств защиты растений [6][7]; Израильская фармацевтическая промышленность является одной из крупнейших и ведущих в мире[8][9].

## Области специализации химической промышленности Израиля
| Химическая промышленность Израиля                                                                                                   |
| --- |
| Нефтепереработка, топливо, нефтехимия и пластмассы                                                                                  |
| Фармацевтика, пищевые добавки, биотехнологии и медицинская диагностика                                                              |
| Моющие средства, дезинфицирующие средства, гигиенические средства, духи и косметика                                                 |
| Материалы для строительной отрасли                                                                                                  |
| Антипирены |
| Удобрения (Израиль входит в шестерку крупнейших экспортеров удобрений в мире)                                                       |
| Легкие металлы (в основном производство магния и его сплавов, около 3 % мирового производства )                                     |
| Кислоты и основания |
| Промышленные газы |
| Пестициды (гербициды, инсектициды и фунгициды)                                                                                      |
| Краски и клеи |
| Технологии очистки и опреснения воды                                                                                                |
| Взрывчатые вещества |
| Радиоактивные материалы для исследовательских, медицинских или военных целей (Ядерный центр в Димоне, Ядерный центр в Нахаль-Сорек) |
| В прошлом: Медные рудники Тимны (сегодня не используется по экономическим причинам)                                                 |

## Характеристика продукции
Основная продукция: поташ — производится на заводах Мёртвого моря и используется в основном в качестве удобрения или для производства других удобрений, бром —  также производится из солей Мёртвого моря, серная кислота — производится из серы; ортофосфорная кислота —  из фосфатов и соляной кислоты.
Специальные продукты, как правило, с высокой добавленной стоимостью и производятся в меньших количествах: антипирены (например: гексабромциклододекан (ГБЦДД), дезинфицирующие средства, пищевые добавки, лекарства, сложные взрывчатые вещества и многое другое.

## Ведущие компании

### Нефтепереработка, топливо, нефтехимия и пластмассы
Примечание. Производства потребительских товаров из пластмассы не являются частью химической промышленности (см. Промышленность пластмасс в Израиле ), и производителями пластмассовых материалов , которые являются частью химической промышленности.
| Название компании | Название компании                                         | Основные продукты |
| ----------------- | --------------------------------------------------------- | --- |
| BAZAN Group       | Кармель олефины                                           | Этилен, полиэтилен низкой плотности и полипропилен как сырьё для промышленности пластмасс. |
| BAZAN Group       | Гадив — нефтехимическая промышленность                    | 14 основных продукта, в том числе: Бензол, толуол, парагексилен, ортоксилол, ксилол, гексан, фумаровая кислота, янтарная кислота, сера.                                                               |
| BAZAN Group       | Базовые масла Хайфа (деятельность прекращена в 2018 году) | Смазочные материалы, гидравлические масла и воски. |
| Paz Oil Company   | ПазКар                                                    | Уплотнительные листы (" битум "), покрытия, герметики и клеи для инфраструктуры и строительства. |
| Paz Oil Company   | Паз масла и химикаты                                      | Обращение смазочных материалов и растворителей для промышленности |
| Paz Oil Company   | Ашдодский нефтеперерабатывающий завод                     | Нефтяные дистилляты |
| Группа Дор        | Кармель Химикаты (Атлит)                                  | Дезинфицирующие средства, добавки для моющей промышленности, добавки для бетонной и деревообрабатывающей промышленности, а также клеи и смолы (в основном из мочевины и меламина).                    |
| Группа Дор        | ДОР экология                                              | Переработка и восстановление органических растворителей для химической промышленности. |
| Группа Дор        | Смолы Кармель                                             | Клеи и смолы (добавки, повышающие прочность и адгезию) для различных отраслей промышленности, таких как: деревообработка, бумага, картон, покрытия и текстиль.                                        |
| Группа Дор        | Дор химикаты                                              | Промежуточные продукты для химической, бензольной, фармацевтической, сельскохозяйственной, пластмассовой и деревообрабатывающей промышленности (производство водорода, метанола, формальдегида и др.) |
| Группа Дор        | Конлог-контроль                                           | «CYSTRIP» — термопластичный гранулированный материал из карбамида или меламина, используемый для пескоструйной обработки.                                                                             |
| Группа Дор        | Веролит Алекс                                             | Промышленные клеи (в том числе марки «Веролит»). |
| Нилит             | Нилит                                                     | Производство пластмасс (нейлоновые волокна) |
| Полирам (Полимер) | Полирам (Полимер)                                         | Сырье для пластмассовой промышленности |
| Каргаль           | Каргаль                                                   | Производство листовой и гибкой упаковочной продукции из картона и пластика. |

### Материалы промышленного потребления, удобрения и средства защиты растений
| Название компании                      | Название компании                      | Основные продукты |
| -------------------------------------- | -------------------------------------- | --- |
| ICL Group                              | Заводы Мертвого моря                   | Хлорид калия, хлорид натрия, хлорид магния |
| ICL Group                              | Соединения брома (компания)            | Хлор, бром, водород, гидроксид магния, оксид магния, гидроксид натрия, гидроксид кальция, карбонат кальция, антипирены, дезинфицирующие средства для почвы и пестициды, минералы для бурения нефтяных скважин. |
| ICL Group                              | Магний Мертвого моря                   | Чистый магний и магниевые сплавы, сухой карналлит, а также побочные продукты, включая хлор и сильванит. |
| ICL Group                              | ICL Ротем                              | Фосфорная кислота, серная кислота и фосфорные удобрения. |
| ICL Group                              | IDE Technologies                       | Продукты и решения для опреснения воды |
| Haifa Chemicals                        | Haifa Chemicals                        | Удобрения для сельского хозяйства и химикаты для промышленности и пищевой промышленности (производство азотной кислоты, нитратных и фосфорных удобрений)                                                       |
| Адама (собственник китайская компания) | Адама (собственник китайская компания) | Гербициды, инсектициды и фунгициды для защиты растений. |
| Люксембург Индастриз                   | Люксембург Индастриз                   | Пестициды и препараты для защиты растений |
| Гат удобрения                          | Гат удобрения                          | Удобрения |
| Макор химикаты                         | Макор химикаты                         | Тонкий органический синтез |
| ESC                                    | ESC                                    | Нейтрализация опасных материалов |

### Промышленные газы
| Название компании  | Основные продукты                                          |
| ------------------ | ---------------------------------------------------------- |
| MAXIMA             | Промышленные газы (азот, кислород, аргон и углекислый газ) |
| «Кислород и аргон» | Промышленные газы (азот, кислород, аргон и углекислый газ) |

### Материалы для строительной отрасли
| Название компании                                          | Название компании                                          | Основные продукты |
| ---------------------------------------------------------- | ---------------------------------------------------------- | --- |
| Инром                                                      | Итонг                                                      | Газобетон |
| Инром                                                      | Кармит                                                     | Гипсовые изделия, покрытия, клеи и герметики |
| Инром                                                      | Нирлат                                                     | Лакокрасочные материалы |
| Тамбор (в собственности Сингапурской компании с 2014 года) | Тамбор (в собственности Сингапурской компании с 2014 года) | Современные краски, покрытия и строительные материалы |
| Передовые строительные технологии                          |                                                            | Зелёное строительство, герметизирующие материалы, битумная герметизация, герметизация подвалов, отделочные материалы, реставрация бетона, гипсовые изделия, гипсовая штукатурка, клеи, добавки, кристаллическая герметизация, Полимочевина, битумные листы, напольные покрытия |
| Термокир                                                   | Термокир                                                   | Гипсовые изделия, теплоизоляция, клеи, герметики и звукоизоляция. |
| завод Нешер-Хайфа                                          | завод Нешер-Хайфа                                          | Цемент и строительные материалы |
| Negev Industrial Minerals Ltd.                             | Negev Industrial Minerals Ltd.                             | Сырье для строительной отрасли |
| Израильская электрическая компания                         | Израильская электрическая компания                         | Материалы для строительной отрасли (побочные продукты процесса производства электроэнергии) |
| Стекольный завод «Финикия» (промышленный парк «Ципорит»)   | Стекольный завод «Финикия» (промышленный парк «Ципорит»)   | Производство листового стекла |
| Стекольный завод «Финикия» (Йерухам)                       | Стекольный завод «Финикия» (Йерухам)                       | Производство стеклянной посуды для индустрии напитков и пищевой промышленности в Израиле и за рубежом. |
| BG bond                                                    |                                                            | Материалы для строительной отрасли |
| BG paint                                                   |                                                            | Краски, лакокрасочная продукция, средства подготовки к покраске, покрытия для спортивных площадок |

### Фармацевтика, пищевые добавки, биотехнологии и медицинская диагностика
| Название компании                                | Основные продукты |
| ------------------------------------------------ | --- |
| Teva                                             | Лекарственные средства, пищевые добавки и медицинские препараты                                                                                           |
| Taro (слияние с индийской компанией в 2024 году) | Лекарственные средства, пищевые добавки и медицинские препараты                                                                                           |
| Perrigo                                          | Лекарственные средства, пищевые добавки и медицинские препараты                                                                                           |
| Dexcel Pharma Ltd                                | Лекарственные средства, пищевые добавки и медицинские препараты                                                                                           |
| CTS                                              | Лекарственные средства, пищевые добавки и медицинские препараты                                                                                           |
| BioLine RX                                       | Лекарственные средства, пищевые добавки и медицинские препараты                                                                                           |
| Medison                                          | Лекарственные средства, пищевые добавки и медицинские препараты                                                                                           |
| Rafa                                             | Лекарственные средства, пищевые добавки и медицинские препараты                                                                                           |
| Кемагис                                          | Лекарства и косметика |
| Омрикс                                           | Жизненно важные продукты в области иммунологии и биохирургии                                                                                              |
| BTG                                              | Лекарственные средства на основе биотехнологических процессов и генной инженерии                                                                          |
| Kamada (company)                                 | Лекарства, использующие технологию очистки и разделения белков                                                                                            |
| Dr. Fischer                                      | Лекарственные средства, пищевые добавки, медицинские препараты и косметическая продукция.                                                                 |
| VBL                                              | Разработка биологических препаратов на основе генной терапии для лечения рака                                                                             |
| Neopharm Group                                   | Потребительские товары, лекарства, пищевые добавки, медицинские препараты, косметическая продукция, оборудование для медико-биологической промышленности. |
| Pluri                                            | Оригинальные препараты на основе клеток, полученных из плаценты человека после рождения.                                                                  |
| Compugen                                         | Лекарственные средства и медицинское диагностическое оборудование                                                                                         |
| Protalix                                         | Лекарства |
| Тонкий органический синтез                       | Броморганические соединения для фармацевтической промышленности, фотоматериалы и материалы для сельскохозяйственной промышленности.                       |
| Фрутаром                                         | Сырье для ароматизаторов |
| Голам                                            | пищевые добавки и клеи |

### Чистящие, дезинфицирующие вещества, инсектициды, косметические средства
| Название компании | Основные продукты                                |
| ----------------- | ------------------------------------------------ |
| Ahava             | Косметика Мёртвого моря                          |
| Sano              | Чистящие и гигиенические средства                |
| Galil chemicals   | Чистящие и гигиенические средства                |
| Zohar Dalia       | Чистящие, гигиенические и косметические средства |

### Взрывчатые вещества
| Название компании | Название компании                                 | Основные продукты                                                       |
| ----------------- | ------------------------------------------------- | ----------------------------------------------------------------------- |
| Taavura           | Промышленность по производству взрывчатых веществ | взрывчатые вещества, пиротехника, утилизация и переработка боеприпасов. |

### Электрические батареи
| Название компании | Основные продукты     |
| ----------------- | --------------------- |
| Тадиран батареи   | Электрические батареи |

### Радиоактивные материалы
Примечание:Ядерный центр Нахаль- Сорек и Ядерный центр Димона по определению являются исследовательскими организациями, и их основной вклад не обязательно приходится на гражданский рынок.
| Название компании                              | Основные продукты |
| ---------------------------------------------- | --- |
| Ядерный исследовательский центр «Нахаль Сорек» | Радиоактивные вещества и маркеры для исследовательских, медицинских или военных целей. Обращение и захоронение радиоактивных отходов (из больниц и других научно-исследовательских учреждений) |
| Ядерный исследовательский центр в Димоне       | Радиоактивные вещества и маркеры для исследовательских, медицинских или военных целей. Обращение и захоронение радиоактивных отходов (из больниц и других научно-исследовательских учреждений) |

## Центры химической промышленности Израиля

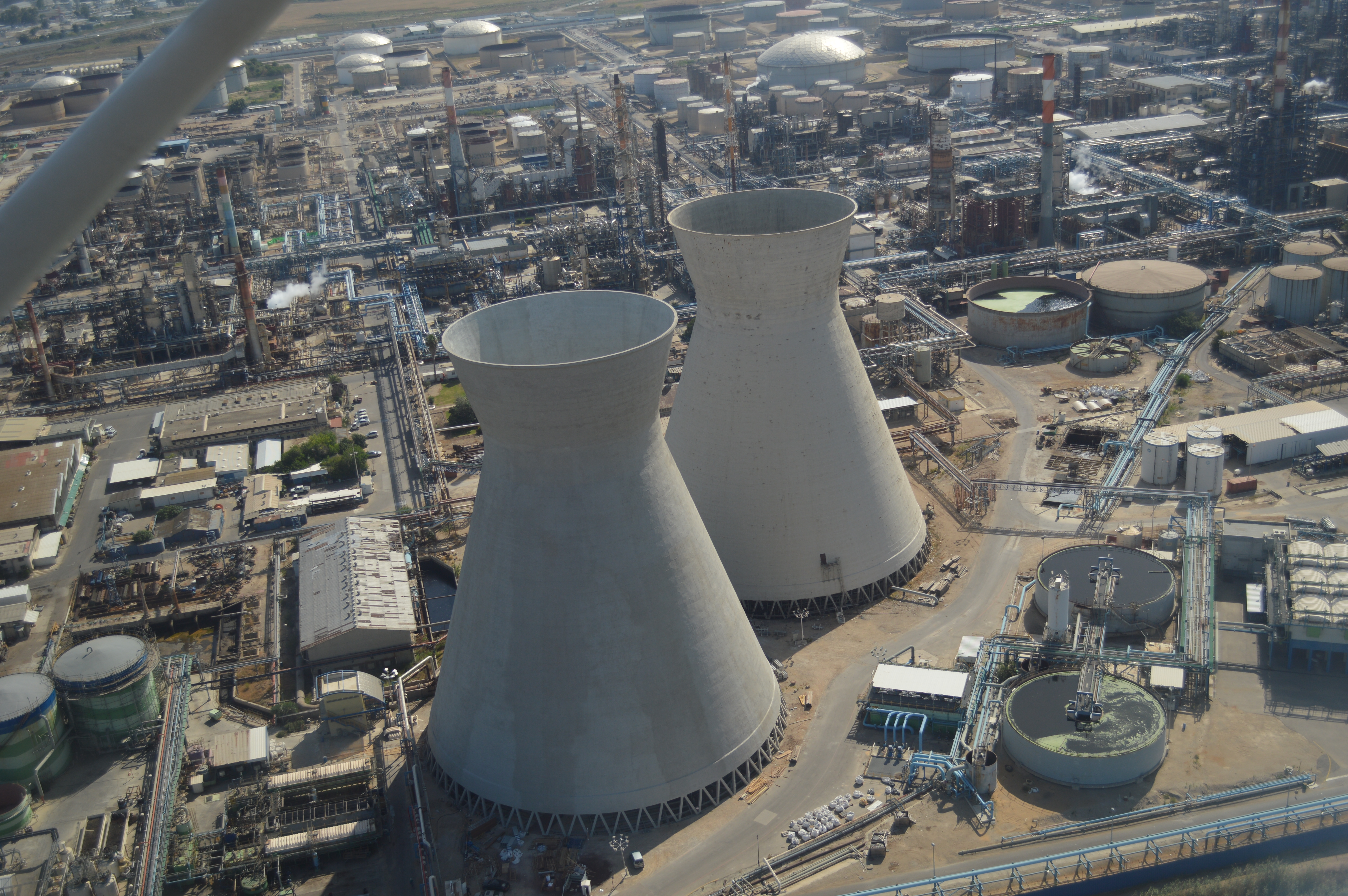
Вид на градирни нефтеперерабатывающих заводов в Хайфском заливе.

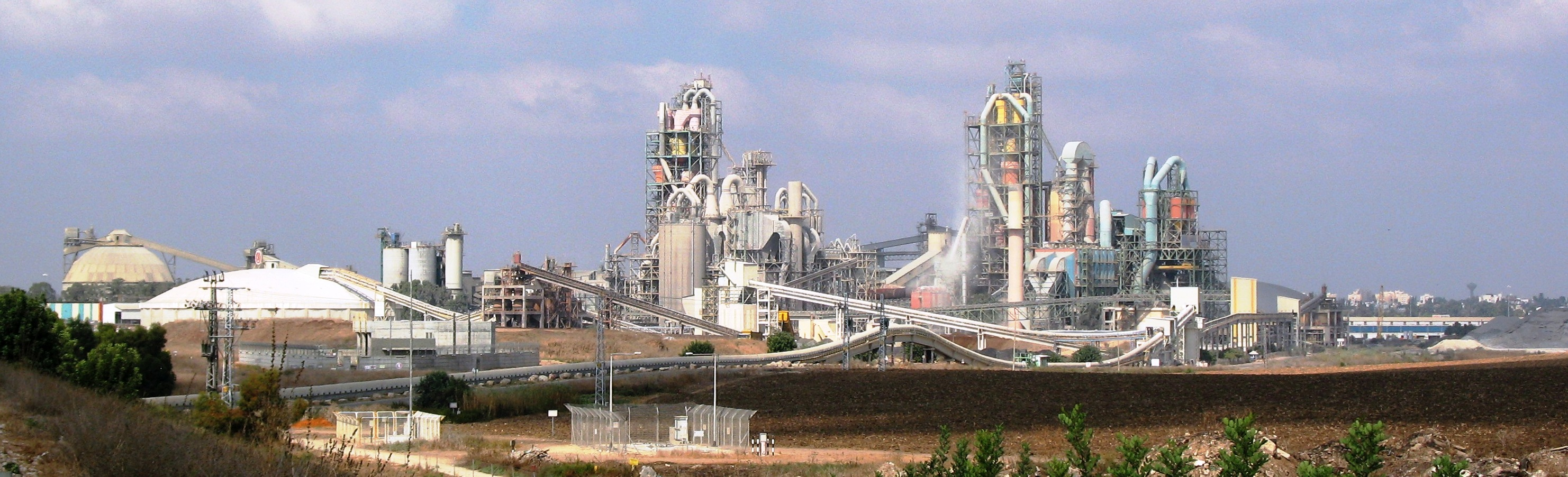
Главный цементный завод Израиля

Основные объекты химической промышленности Израиля :
- Хайфский залив — Haifa Chemicals, Dor Chemicals, Fertilizers and Chemicals, Frutarom, Thero Pharmaceutical Industry, нефтеперерабатывающие заводы в Хайфе (Carmel Olefins, Gadiv — Petrochemical Industries, Basic Oils, Paz Oils и Industrial Oil)
- Промышленная зона Ашдода — нефтеперерабатывающий завод Паз Ашдод, трубопроводный терминал Эйлат-Ашкелон
- Неот- Ховав —  Adama ( для сельского хозяйства), ICL Наут Ховав, Teva, Компания по обеспечению качества окружающей среды, Ecosol Israel, Perrigo API, Metal-Tech, Kufolk-South, Maxima, All Bo Gas, Aviv Recycling Industries, Gal South Gas, Gas Technologies О. Мне. , Luxemburg Industries, Rinkem, Dor Ecology, Biosoil, Alcon
- Содом (Мёртвое море) — заводы Мертвого моря, магниевый завод.
- Плато Ротем (Региональный совет Тамар) — Завод Haifa Chemicals South, Ротем Амперт Негев, Периклас Мертвого моря, Максима, Негев Промышленные минералы

## Характеристики
| Химическая промышленность Израиля     | Химическая промышленность Израиля |
| аспект                                | характеристика |
| ------------------------------------- | --- |
| Капитал и инвестиции                  | капиталоемкая отрасль |
| Плата за вход                         | Высокие входные барьеры для создания заводов: высокие инвестиции, затраты на проникновение на рынок, лицензирование и концессии.                                        |
| Стоимость выхода                      | Высокая цена выхода, в случае прекращения деятельности — забота об окружающей среде и утилизация опасных материалов, демонтаж объектов и продажа основных средств.      |
| Энергия                               | Энергоемкая промышленность — химическая промышленность потребляет около 25 % потребления электроэнергии в Израиле помимо потребления топлива.                           |
| Централизация                         | Централизация, преимущество для крупных предприятий. |
| Глобальный рынок                      | Цена химикатов определяется на мировом рынке. |
| Рабочая сила                          | Квалифицированные рабочие — химики, инженеры, техники — около 24 % (высокая стоимость).                                                                                 |
| Исследования и разработки             | Отрасль, основанная на обширных научных исследованиях и разработках. |
| Безопасность и экологическое качество | Требование соблюдать строгие стандарты экологии и безопасности, учитывающие уникальную геополитику Израиля (выживание и безопасность в чрезвычайных ситуациях и войне). |

### Преимущества

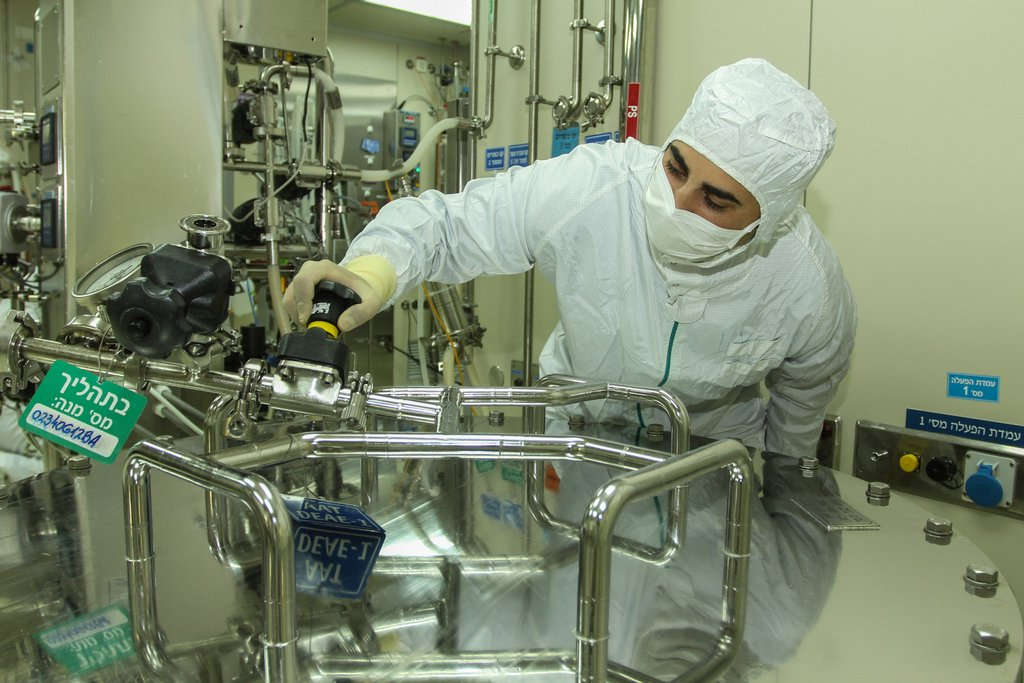
Производственное помещение в фармацевтической компании " Камада "

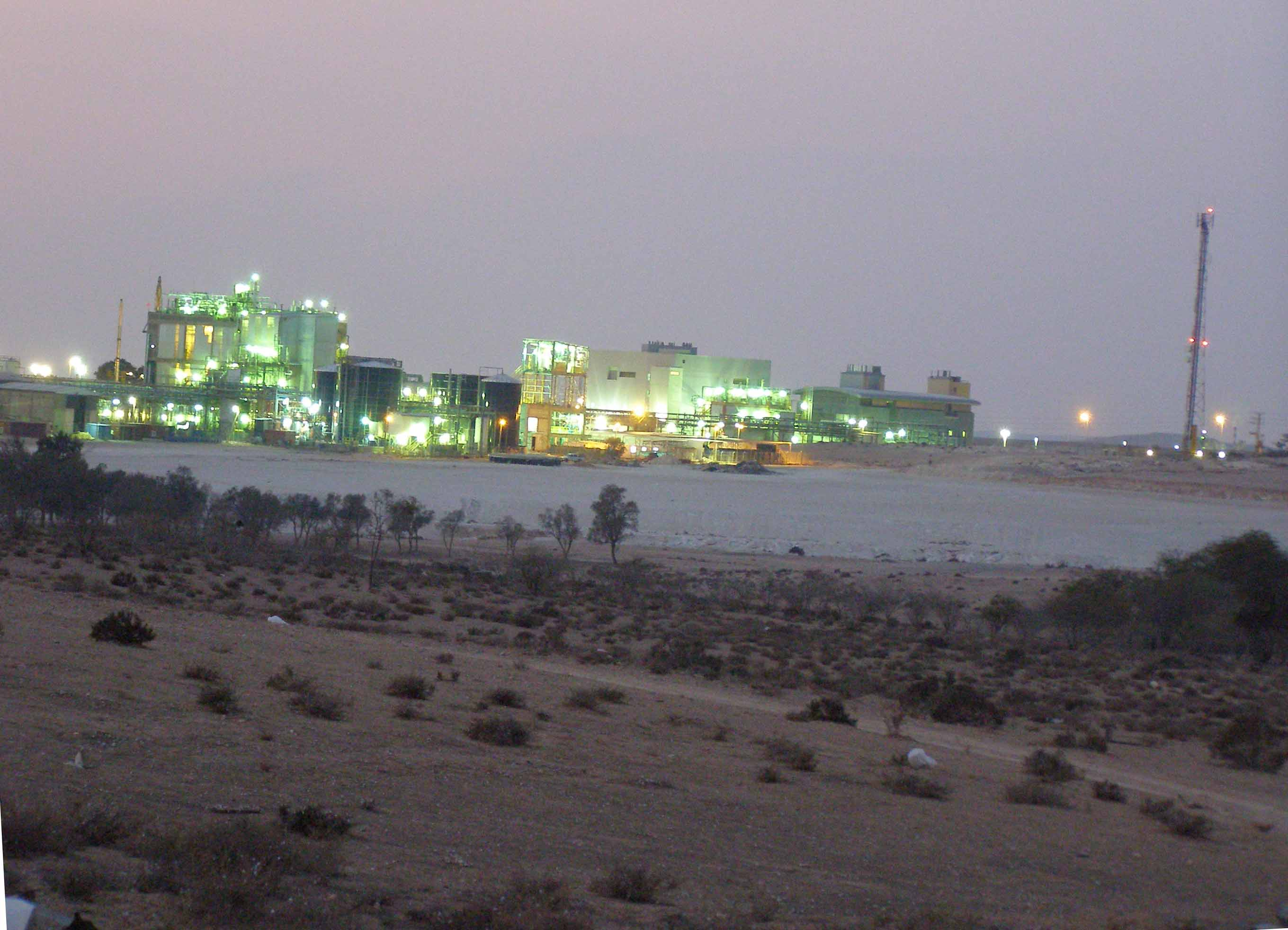
Химические заводы в Навот Ховаве

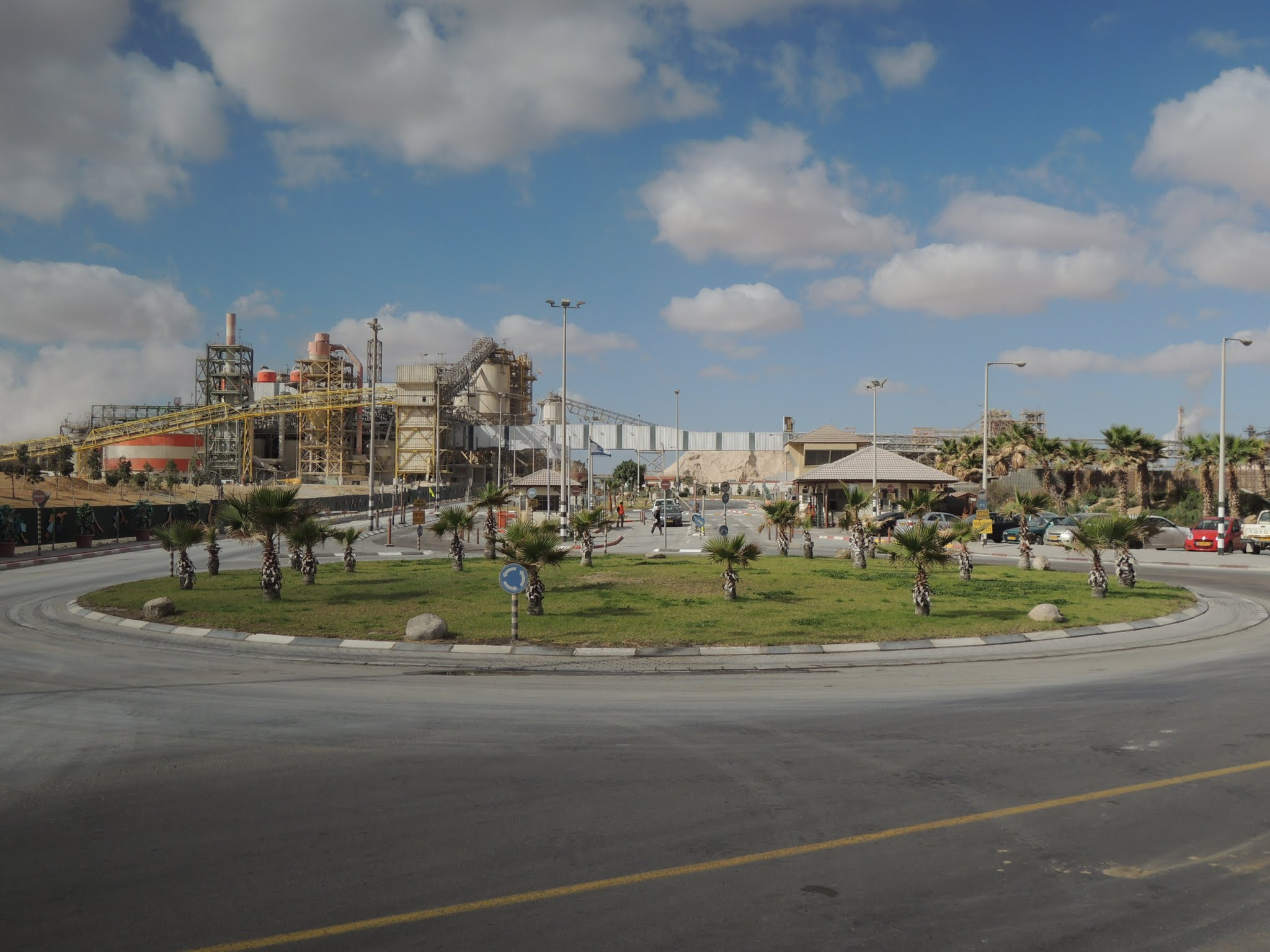
Завод ICL Ротем

- Резерв квалифицированных и высокообразованных кадров.
- Креативность, новаторство и импровизация, как характеристика израильтян, а также владение различными языками.
- Соглашения о тарифах с Европой и США, которые позволяют осуществлять выгодный экспорт в эти страны.
- Короткие расстояния логистики в Израиле и доступность к целевым рынкам  с помощью морского транспорта (Европа через Ашдодский и Хайфский порты, восточное побережье США и Дальний Восток через порт Эйлат, Суэцкий канал)
- Существование государственных грантов для стимулирования промышленности
- Высокая производительность установок
- Международная репутация.

### Недостатки
- Загрязнение и нанесение вреда качеству жизни жителей, в частности высокий уровень заболеваемости раком в районе Хайфского залива
- Местный рынок сравнительно невелик, как следствие высокая зависимость от экспорта
- Бюрократия со стороны правительственных министерств и органов планирования (планирование, разработка или выдача разрешений на расширение объектов)
- Нормативное бремя по экологическим вопросам и зависимость от общественного мнения
- Высокие налоги и налог на имущество.
- Высокая зависимость от энергии и сырья
- Высокая стоимость рабочей силы
- Снижение числа желающих изучать химию и химическую инженерию в Израиле с годами.
- Страна в состоянии войны.

## Сырье, используемое химической промышленностью Израиля
| Основное сырье, используемое химической промышленностью Израиля | Основное сырье, используемое химической промышленностью Израиля | Основное сырье, используемое химической промышленностью Израиля |
| Сырьё                                                           | Сырьё                                                           | Потребитель |
| --------------------------------------------------------------- | --------------------------------------------------------------- | --- |
| Уголь (импорт)                                                  |                                                                 | Электрическая компания (для производства энергии), строительная и пластмассовая промышленность (сырьё) |
| Нефть (импорт)                                                  |                                                                 | Нефтеперерабатывающие (сырьё для производства нефтяных дистиллятов, используемых в качестве топлива) и нефтехимические заводы (сырьё для органических соединений для производства пластмасс, фармацевтических препаратов, взрывчатых веществ                  |
| Природный газ                                                   |                                                                 | Нефтеперерабатывающие (сырьё для производства нефтяных дистиллятов, используемых в качестве топлива) и нефтехимические заводы (сырьё для органических соединений для производства пластмасс, фармацевтических препаратов, взрывчатых веществ                  |
| Аммиак (импорт)                                                 |                                                                 | Производство азотной кислоты для современных удобрений, медикаментов и взрывчатых веществ. |
| Сера (импорт)                                                   |                                                                 | Производство серной кислоты для производстве современных удобрений, медикаментов и взрывчатых веществ. |
| Соли Мертвого моря                                              |                                                                 | Производство поташа, солей магния и металлических соединений магния, хлора, брома и брома, сильных основ для промышленности (гидроксид натрия, гипохлорит натрия, гидроксид калия), производство сильных кислот (соляная кислота, бромистоводородная кислота) |
| Фосфаты                                                         |                                                                 | Производство фосфорной кислоты, фосфорных удобрений, пищевых добавок и лекарственных средств |
| Известняк                                                       |                                                                 | Производство цемента |
| Песок                                                           |                                                                 | Производство стекольных изделий и строительных материалов |
| Глина                                                           |                                                                 | Производство стекольных изделий и строительных материалов |
| Гипс                                                            |                                                                 | Производство стекольных изделий и строительных материалов |
| Воздух                                                          |                                                                 | Производство важных промышленных газов: азота, кислорода, аргона и углекислого газа. |
| Вода                                                            |                                                                 | Важный компонент химических реакций, как реагент, так и хладагент |
| Неиспользуемые ресурсы                                          |                                                                 | |
| Горючие сланцы                                                  |                                                                 | Заменитель сырой нефти |
| Медная руда                                                     |                                                                 | Производство меди и медных соединений (см. Медные рудники Тимна) |

## Отдельные разработки химической промышленности Израиля
- Хайфский процесс — жидкостная экстракция с получением белой фосфорной кислоты (реакция фосфатов с соляной кислотой и нитрата калия из реакции азотной кислоты и поташа). Эти процессы дают преимущество местному сырью и продуктам.
- Мастер-процесс - прямое термическое разложение солей Мертвого моря с получением соляной кислоты и оксида магния очень высокой степени чистоты.
- Разработка процесса, позволяющего снизить расход пара на тонну бромного продукта.
- Разработка антипиренов и биоцидов на основе брома.
- Процесс холодной штамповки — разработка процесса производства поташа из рассолов — уникальный процесс, позволяющий существенно экономить электроэнергию.
- Интерферон — противовирусный препарат, разработанный в Израиле посредством биотехнологических процессов.
- Копаксон — препарат, который был разработан в Израиле от исследований до производства, испытаний и одобрений в рамках компании Teva.
- Дженерики медицинского назначения.

## Выдающиеся вехи в развитии химической промышленности Израиля
- В 1848 году капитан ВМС США У.Ф.Линч[англ.] провёл геологические исследования региона Мёртвого моря, в ходе которых отметил, что данный регион - самая глубокая на Земном шаре впадина, лежащая на 400 м ниже уровня мирового океана, содержащая богатейшие запасы фосфатов, поташа и брома[3].
- В 1903 году Гдальяху Вильбушевич основывает «Общество развития промышленности в Земле Израиля», и через него собирает средства для создания заводов тяжелой промышленности. По возвращении в Израиль в 1912 году он основал первый чугунолитейный завод в Земле Израиля. Кроме того, вместе с Леоном Штейном[ивр.] основывает завод для производства оборудования для бурения и приспособлений для откачки воды из скважин.
- В 1922 году в Атлите была основана Соляная компания в Земле Израиля[ивр.], которая занималась производством поваренной соли и технической соли для промышленности.
- В 1923 году был основан завод Нешер-Хайфа[ивр.], который стал первым цементным заводом в Земле Израиля. Завод был создан по рекомендации Нахума Вильбуша[ивр.] и при содействии венгерского инженера Арпада Гута[ивр.] в связи с увеличением спроса на цемент. Завод был создан недалеко от порта Хайфы, Хиджазской железной дороги и соответствующих месторождений известняка на Кармеле.
- В 1923 году Пётр Рутенберг основал «Электрическую компанию Палестины».
- В начале 1930-х годов выходец из России Моисей Новомейский получил концессию от правительства Британского мандата на создание Калийной компании «Страна Израиля»[ивр.] для переработки вод Мёртвого моря для производства поташа и брома[3]. До создания государства — около половины экспорта страны приходилось на его продукцию. В 1934 году в окрестностях Сдома (Содома) начало действовать второе предприятие[3].
- В начале 1940-х годов было завершено строительство нефтеперерабатывающих заводов в Хайфском заливе, созданных британским подмандатным правительством. Хайфа была выбрана в качестве порта отправления нефтепровода по нескольким причинам, в том числе: непрерывность британского правления от Ирака до Хайфы; В Хайфе уже существовало планирование и инфраструктура для создания нового порта; Хайфский залив был пригоден для швартовки нефтяных танкеров, и вдоль его берегов имелись большие свободные площади; Часть маршрута проходила по Изреельской железной дороге.
- Рост иммиграции в Израиль в 1950-х годах привел к быстрому росту экономики. Правительство финансировало создание заводов, а также предоставляло гранты лицам, основавшим фабрики. Государство также получало деньги от выплат из Германии, часть напрямую правительству, а часть в качестве компенсационных выплат гражданам, ставшим жертвами нацистов. Большая часть денег была вложена в пластмассовую, металлургическую, химическую и фармацевтическую промышленность. Среди них — Тимна (добыча и производство меди), удобрений и химических материалов[ивр.] для производства фосфатов, аммиака для сельского хозяйства и расширение заводов Мёртвого моря[англ.] по производству поташа, соли (для промышленности и приготовления пищи) и брома. Удобрения также поставлялись в страны за пределами Израиля. Также в рамках предприятия рабочих была установлена воронка для производства пестицидов. Израиль по-прежнему считался аграрной страной, и химическая промышленность была мобилизована для удовлетворения потребностей местного сельского хозяйства. Кроме того, рядом с нефтеперерабатывающими заводами была создана нефтехимическая промышленность, которая использует дистилляты для производства дальнейшей продукции в области пластмасс и растворителей для промышленного использования.
- Шестидневная война принесла значительный прорыв и для промышленности. В области производства вооружения и военной электроники началось ускоренное развитие и индустриализация, ставшая результатом, в том числе, уроков французского эмбарго. Индустриализация включала в себя оружейную промышленность (военную промышленность), пушки, танки, а также ремонт и производство самолётов. Инвестиции международных сторон в Израиль увеличились и привели к развитию отрасли, для которой местный рынок стал мал. Химическая промышленность расширилась и обратилась к рынкам за пределами Израиля, чтобы обеспечить увеличение производства.
- С 1970-х годов — начало крупных приватизационных процессов в израильской экономике, проводившихся при поддержке израильского правительства. За эти годы можно увидеть впечатляющий скачок показателей деятельности компаний, приведший к их процветанию. За этот скачок также ответственны изменения в глобальном потреблении, разумное управление местными отраслями промышленности и глобальное видение.

## для дальнейшего чтения
- А. Хофштейн, Химическая промышленность в Израиле, факультет естественнонаучного преподавания, Научный институт Вейцмана, 1987 г.
- А. Вюрцбург, Полезные ископаемые Негева и способы их разработки, Земля Негев, Министерство обороны, 1979 г.
- Эшель Моше, пестицидная промышленность, Национальный совет по исследованиям и разработкам, 1976 г.
- М. Райс, химическая промышленность Израиля, собрал статьи по химии из журнала «Мада», опубликованного Институтом науки Вейцмана.
- Неемия Неа, химия для средних школ — химические заводы в Израиле, факультет естественнонаучного преподавания, Научный институт Вейцмана, 1987 г.
- Мири Кеснер, Не только об удобрениях, История Хайфского химического завода, Факультет естественнонаучного преподавания, Научный институт Вейцмана, 1999 г.